# Acylglycerine
Acylglycerine (früher als Glyzeride, Glyceride oder Neutralfette bezeichnet) sind organische chemische Verbindungen des dreiwertigen Alkohols Glycerin und maximal drei organischen oder anorganischen Säuren, die durch eine Esterbindung miteinander verknüpft sind. Man unterscheidet in Abhängigkeit von den gebildeten Esterbindungen in Monoacyl-, Diacyl- und Triacylglycerine (Mono-, Di- und Triglyceride). 

## Aufbau und Einteilung
| \| Klasse \| Grundstruktur \| X1 \| X2 \| X3 \| Optische Aktivität \| \| ---------------- \| ------------- \| -------- \| ---------- \| ---------------- \| ------------------ \| \| Glycerin \| \| –H \| –H \| –H \| inaktiv \| \| Monoglycerid \| –C(O)–R \| –H \| –H \| ja \| \| \| Monoglycerid \| –H \| –C(O)–R \| –H \| inaktiv \| \| \| Diglycerid \| –C(O)–R1 \| –C(O)–R2 \| –H \| ja \| \| \| Diglycerid \| –C(O)–R1 \| –H \| –C(O)–R2 \| nur wenn R1 ≠ R2 \| \| \| Triglycerid \| –C(O)–R1 \| –C(O)–R2 \| –C(O)–R3 \| nur wenn R1 ≠ R3 \| \| \| Phosphoglyceride \| –C(O)–R1 \| –C(O)–R2 \| –P(O2)–O–Y \| ja \| \| |               |          |            |                  |                    |
| Anmerkung: –C(O)–R = Fettsäuren (Acylreste) |               |          |            |                  |                    |
| Klasse | Grundstruktur | X1       | X2         | X3               | Optische Aktivität |
| Glycerin |               | –H       | –H         | –H               | inaktiv            |
| Monoglycerid | –C(O)–R       | –H       | –H         | ja               |                    |
| Monoglycerid | –H            | –C(O)–R  | –H         | inaktiv          |                    |
| Diglycerid | –C(O)–R1      | –C(O)–R2 | –H         | ja               |                    |
| Diglycerid | –C(O)–R1      | –H       | –C(O)–R2   | nur wenn R1 ≠ R2 |                    |
| Triglycerid | –C(O)–R1      | –C(O)–R2 | –C(O)–R3   | nur wenn R1 ≠ R3 |                    |
| Phosphoglyceride | –C(O)–R1      | –C(O)–R2 | –P(O2)–O–Y | ja               |                    |

Alle natürlich vorkommenden Acylglycerine weisen die sn-Konfiguration auf, welche die stereospezifische räumliche Anordnung der Substituenten des Glycerins festlegt.
Weiterhin werden die bei Raumtemperatur festen Acylglycerine als Fette bezeichnet, die flüssigen als Öle.

## Vorkommen
Mono- und Diacylglycerine haben amphiphile Eigenschaften und können damit Bestandteile von Biomembranen sein oder als Emulgatoren wirken (z. B. beim Übertritt von Lipiden aus dem Darm ins Blut). Die hauptsächlich in den Diglyceriden des Humanserums vertretenen Fettsäuren sind Ölsäure, Palmitinsäure und Linolsäure. Im Gegensatz zu den Fettsäuren der Triglyceride konnten Eicosapentaensäure und Docosahexaensäure in Diglyceriden nicht nachgewiesen werden. Diglyceride können an einer freigebliebenen Hydroxygruppe des Glycerins auch einen Zuckerrest tragen. Diese Moleküle sind Bestandteile der Zellhüllen von Bakterien, der Thylakoidmembran von Chloroplasten und der Myelinscheide von Nervenzellen.

Beispiel für ein Triglycerid in Fetten und Ölen. Der blau markierte Fettsäurerest ist gesättigt, der grün markierte ist einfach, der rot markierte dreifach ungesättigt. Im Zentrum ist schwarz das dreifach acylierte Glycerin erkennbar. Öle enthalten einen höheren Anteil an essentiellen Fettsäureresten (= ungesättigte Fettsäurereste) als Fette.

Die vielfältigste Gruppe sind die Triacylglycerine, bei denen das Glycerin mit drei Fettsäuren verestert ist. Ihr Aufbau ist vielfältig, da es verschiedene Fettsäuren und damit eine hohe Anzahl an Kombinationsmöglichkeiten gibt. Alle sind unpolar, damit lipophil. Im Körper gehören sie zum Speicher- und Baufett.

## Verwendung
Die Mono- und Diglyceride von Speisefettsäuren werden als Zusatzstoffe (E 471) in der Lebensmittelindustrie eingesetzt (R = langkettige Alkyl- oder Alkenylreste von gesättigten oder ungesättigten Fettsäuren):

Strukturformel eines 2-Monoglycerids – Verwendung als Emulgator in Lebensmitteln
Strukturformel eines  1,2-Diglycerids – Verwendung als Emulgator in Lebensmitteln
Strukturformel eines Triglycerids – Bestandteil vieler Lebensmittel